# Brachypelma emilia
Espèce
Synonymes
- Mygale emilia White, 1856

Statut CITES
Brachypelma emilia est une espèce d'araignées mygalomorphes de la famille des Theraphosidae.

## Distribution

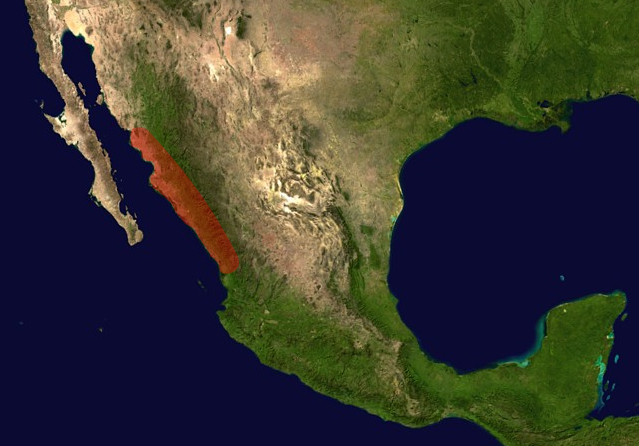
Distribution

Cette espèce est endémique du Mexique. Elle se rencontre au Sinaloa et au Sonora.

## Description

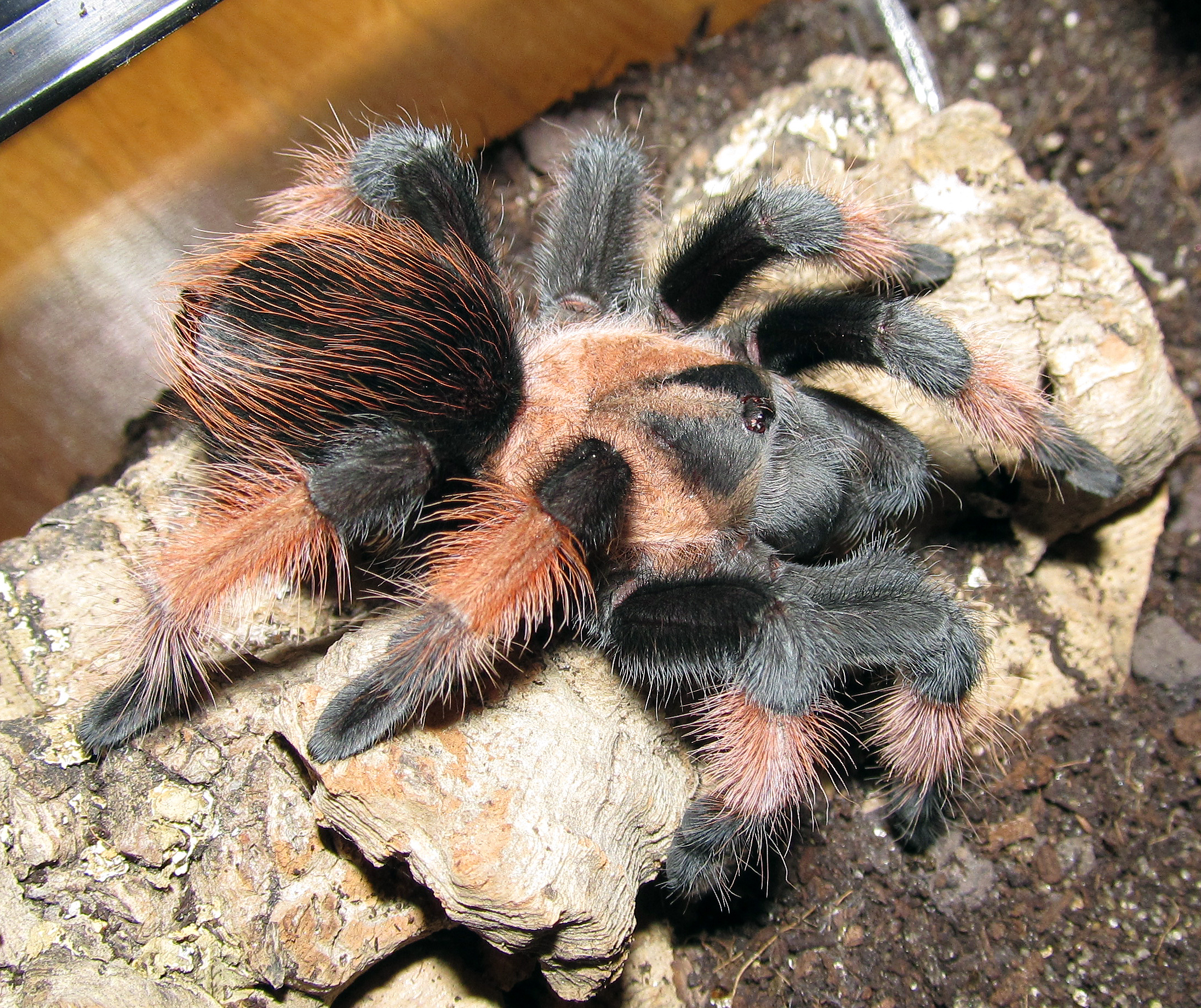
Brachypelma emilia

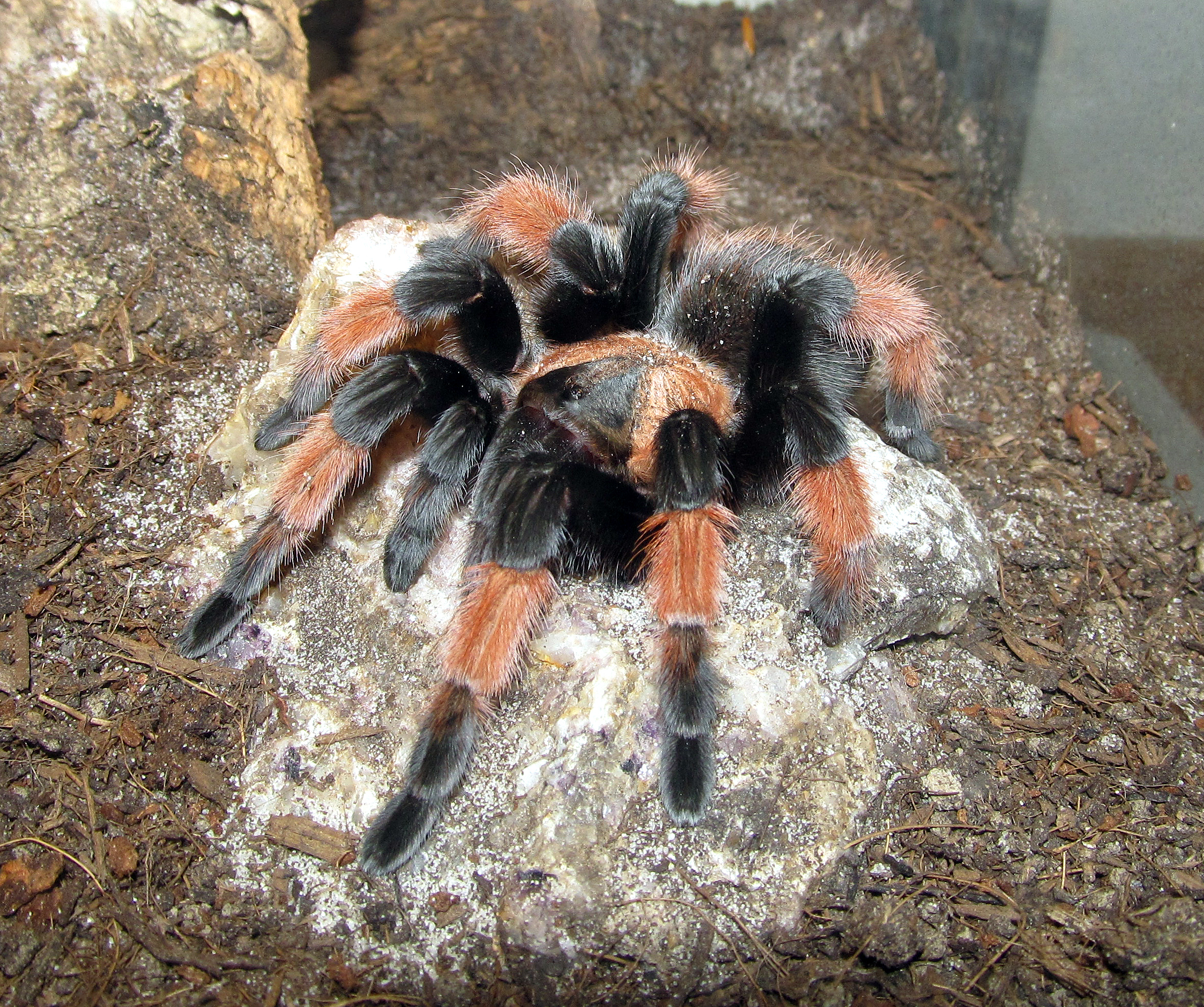
Brachypelma emilia

Elle a un corps de couleur sombre mais le deuxième segment de ses pattes est rose, rouge ou orange. Son thorax est de couleur claire avec un triangle noir distinctif à l'avant. Après la mue, les couleurs sont plus prononcées.
Une femelle adulte a un corps d'environ 10 cm de long, avec des pattes de 15 cm, et pèse environ 15 à 16 grammes.
Elle a une croissance lente, et, comme beaucoup de mygales, les femelles peuvent vivre pendant des décennies.
C'est une espèce terrestre étroitement liée à Brachypelma smithi.
Elle est très réticente à mordre si elle se sent menacée mais elle peut lâcher ses poils urticants.

## En captivité
Cette espèce se rencontre en terrariophilie.

## Publication originale
- White, 1856 : Description of Mygale Emilia, a spider from Panama, hitherto apparently unrecorded. Proceedings of the Zoological Society of London, vol. 1856, p. 183-185.